# مصلح أشقر
مصلح عبد القادر أشقر هو شاعر فلسطيني ولد في قرية السموعي بالجليل شمال فلسطين سنة (1940).

## نبذة
هُجِّر وعمره 8 سنوات من قريته في  فلسطين مع عائلتة التي سكنت دمشق ثم تابع دراسته في جامعة دمشق وواصلها في الجزائر وتحصل على ليسانس أدب عربي من جامعة قسنطينة.
وأمضى حياتة متنقلا بين دمشق والجزائر والولايات المتحدة الأمريكية.

## كتبه
- دواوين مصلح عبد القادر أشقر ونشرته دار كنعان للدراسات والنشر والتوزيع، واشتمل على: طفولة وقضية رسم فيه صورة لطفولته وما علق في ذاكرته عن نكبة فلسطين التي عاش في خضمها.
- السنديانة ويتحدث فيه عن نضال الجزائر وحرب التحرير وما لعبته طبيعة الجزائر الغناء التي فجرت فيه ينابيع القريض.
- الجليل تناول فيه قصائد فلسطينية ومنها: رحلة حنين إلى فلسطين تناول فيها أحداث جنين. نشرته دار الشجرة للنشر والتوزيع.
- أشعار من وراء البحار وهو من دواوين المهجر. نشرته دار الشجرة للنشر والتوزيع.
- روافد ثقافية جولة بين عواصم الثقافة العربية بين دمشق والقدس.
- وتحت عجلات الطبع مغاني الخليل وهي مجموعة قصائد اتسع بها المكان والزمان والأغراض لتطال في مقدمتها أحداث غزة.

وفي النثر كتب أيضا :
- مذكرات قرية فلسطينية دار الشجرة للنشر والتوزيع.
- مذكرات شمعة - البطل المجهول قدَّم للقراء فيه سيرته الذاتية. دار الشجرة للنشر والتوزيع.
- تعلم اللغة العربية وأُلف لكلية ماديسون التقنية بالولايات المتحدة الأمريكية.[1]